# Paul Sneijder új élete
A Paul Sneijder új élete (eredeti cím: La nouvelle vie de Paul Sneijder) 2016-ban bemutatott francia–kanadai filmdráma, amelyet Thomas Vincent rendezett.
A forgatókönyvet Thomas Vincent és Yaël Cojot-Goldberg írták. A producerei Pierre Forette és Thierry Wong. A főszerepekben Thierry Lhermitte, Géraldine Pailhas, Pierre Curzi és Guillaume Cyr láthatóak. A zeneszerzői Philippe Deshaies, Lionel Flairs és Benoit Rault. A film gyártója a Cine Nomine, forgalmazója a SND Films. Műfaja filmdráma. 
Franciaországban 2016. június 8-án mutatták be a mozikban. Magyarországon 2017. április 27-én az HBO.

## Cselekmény
Paul Sneijder élete drámai fordulatot vesz, amikor egy lifttel a lányával együtt a mélybe zuhan. A balesetben a 25 éves lánya meghal, Paul életben marad, de bottal kénytelen járni. Csak bicegve képes mozogni. 
Felesége (a második házasságából) arra ösztönzi, hogy menjen el az általa ajánlott ügyvédhez és indítson kártérítési pert a liftet gyártó cég ellen.  Paul elmegy beszélni az ügyvéddel, de nem szimpatikus neki, ezért pár hetes vacillálás után sem bízza rá az ügyet. Ez alatt a liftes cég ügyvédje is megkeresi, akivel kölcsönösen megkedvelik egymást és többször beszélgetnek. Az ügyvéd felajánlja a peren kívüli megegyezést, de ennek lebonyolításához is ügyvédi megbízásra lenne szükség, és erre Paul nem hajlandó, mert úgy érzi, mintha a lánya halálán nyerészkedne.
Felesége ösztönzi a perre, mert a két középiskolás fiát szeretné észak-amerikai egyetemre járatni (a történet Kanadában játszódik), és ehhez szükség lenne a kártérítési pénzre.
Paul egy nagy cégnél volt felsővezető, de nincs kedve visszamenni oda dolgozni. Inkább kutyasétáltatást vállal egy kisvállalkozónál, a lakásához közel.

## Szereplők
| Szereplő               | Színész                  | Magyar hang        |
| ---------------------- | ------------------------ | ------------------ |
| Paul Sneijder          | Thierry Lhermitte        | Csankó Zoltán      |
| Anna Sneijder          | Géraldine Pailhas        | Bertalan Ágnes     |
| Charles Wagner-Leblond | Pierre Curzi             | Gáspár Sándor      |
| Benoit Charistéas      | Guillaume Cyr            | Mészáros Máté      |
| Jean Bréguet           | Hugo Dubé                | Seress Zoltán      |
| Cudmore                | Gabriel Sabourin         | Takátsy Péter      |
| Hugo Sneijder          | Aliocha Schneider        | Jéger Zsombor      |
| Nicolas Sneijder       | Vassili Schneider        | Jéger Zsombor      |
| Marie Sneijder         | Alexa-Jeanne Dubé        | Törőcsik Franciska |
| Recepciós              | Isabeau Blanche          | Nemes Takách Kata  |
| Dr. Laville            | Daniel Parent            | Dévai Balázs       |
| Anna szeretője         | Beat Berwerger           | Karácsonyi Zoltán  |
| Utazási ügynök         | David Michaël Bellavance | Bercsényi Péter    |
| Ápolónő                | Anne-Renée Duhaime       | Kőszegi Mária      |